# Dispositivo nuclear de maleta
Un dispositivo nuclear de maleta (también arma nuclear de maleta, bomba de maleta, bomba nuclear de mochila, mini-bomba nuclear y bomba de bolsillo) es un arma nuclear táctica que es lo suficientemente portátil como para usar una maleta como método de entrega.
Tanto los Estados Unidos como la Unión Soviética desarrollaron armas nucleares lo suficientemente pequeñas como para ser portátiles en mochilas especialmente diseñadas durante las décadas de 1950 y 1960.
El rendimiento máximo de la ojiva W54 utilizada en la munición de demolición atómica especial (en la foto) fue de 1 kt (1000 toneladas de equivalente de TNT). Esto es más grande y más pesado que el proyectil nuclear W48 de EE. UU. Con 155 mm (6,1 pulgadas) de diámetro y 846 mm (33,3 pulgadas) de largo y un peso de 53,5 kg (118 lb), que representa el paquete de física autónomo completo más pequeño que se haya creado. campo y tuvo un rendimiento de 72 toneladas de TNT. El diseñador de armas nucleares Ted Taylor ha alegado que teóricamente es posible un proyectil de 105 mm (4,1 pulgadas) de diámetro con una masa de 19 kg. Por el contrario, la reducción más allá del tamaño del W54 significa que deben emplearse diseños de implosión lineal y prescindir de los reflectores de neutrones ("núcleo desnudo"), por lo que se requiere una masa mucho mayor de material fisible y el rendimiento explosivo se reduce drásticamente. Las cifras de Taylor representan el tamaño y la masa mínimos para mantener una criticidad inmediata, pero la duración sin manipulación ni reflexión de neutrones sería corta. No se registra la pendiente del crecimiento exponencial, el número estimado de fisiones y el material fisible específico. El neptunio-236 es fisible y posee la masa crítica más pequeña y ligera, pero el aislamiento del radionúclido específico lo convierte en una opción poco práctica. Se conocen varios otros materiales fisibles novedosos, pero el U-235 y el Pu-239 son las únicas opciones prácticas, aunque se han llevado a cabo dos pruebas en Estados Unidos con U-233 (masa crítica un 32 % menor que el U235).
Carey Sublette afirmó que ni los Estados Unidos ni la Unión Soviética han hecho pública la existencia o el desarrollo de armas lo suficientemente pequeñas como para caber en una maleta o maletín de tamaño normal. Sin embargo, el W48 se ajusta a los criterios de pequeño, fácil de disfrazar y portátil; pero su rendimiento explosivo fue extremadamente pequeño para un arma nuclear.
A mediados de la década de 1970, el debate pasó de la posibilidad de desarrollar un dispositivo de este tipo para los militares a las preocupaciones sobre su posible uso en el terrorismo nuclear. El concepto se convirtió en un elemento básico del género de suspenso de espías en la era posterior de la Guerra Fría.